# 妇科出血
妇科出血（Gynecologic hemorrhage）也稱為妇科大出血，是指女性生殖系統的異常出血。出血可能是肉眼可見的，血液從陰道流出，也可能是流到骨盆腔或是形成血腫。女性的月經只有在量非常多的情形下才會視為妇科大出血。若是懷孕或是分娩時的異常出血會稱為產科出血。

## 定義
月經通常大約是每月出現，會持續3-7天，月經的出血量最多會到80ml。若非懷孕狀態的婦女，其出血量超過正常範圍，即為妇科出血。而早期的產科出血（例如流产或是異位妊娠的出血）有時也會歸類在妇科出血，實際上這些屬於產科出血，但處理方式會類似妇科出血。

## 類型
- 子宮出血（Metrorrhagia，metro是子宮，-rrhagia是流量過大[1]）是不規則的子宮出血，特別是在預計月經週期之間的出血[2]
- 性交後出血則是在陰道性行為後的陰道出血。

## 病因
婦科出血的病因包括：

### 激素
不排卵是婦科出血的常見原因之一。子宮內膜會因為雌激素的刺激而增厚，之後子宮內膜會脫落（動情激素突破性出血）。長期的不排卵也會造成子宮內膜增生症，也會造成子宮內膜癌的發展。

### 贅生物
1. 需要考慮子宮癌症的可能性，若是出血已過更年期，更需要考慮。其他的癌症包括子宮頸癌，出血也可能是藉由性交後出血所引發。陰道癌或是輸卵管癌也是可能原因，不過是罕見的病因。
2. 子宮肌瘤是常見的良性症狀，但會造成妇科出血，若病變會影響子宮腔，更有可能會出血。
3. 子宮內膜的息肉也是常見的出血原因，不過這類的出血應該較輕微。

### 外傷
1. 性侵犯及強姦會造成受傷，也會有妇科出血的症狀。
2. 下腹部的意外事故也會造成出血或是內出血。

### 出血性疾病
患有出血性疾病的女性也容易有妇科出血的情形，可能透過血液學檢查發現原因。

### 其他
偶爾卵巢囊腫會破裂造成內出血。可能會在排卵期出現，也可能是子宮內膜異位症的結果。
若妊娠试验是陽性的，需考慮妊娠相關的出血（產科出血），例如流产及異位妊娠。

## 診斷
根據病史可以確認其症狀是急性或慢性的，是否和外在因素有關。婦科檢查一般會透過婦科超音波攝影進行。血球計數可以判斷贫血的程度。在診斷時，妊娠试验非常重要，因為在懷孕初期的流血可能會診斷為妇科出血，而若發生異位妊娠，有致命的危險。
診斷一般會分為支持性的以及確認性的檢查。

### 支持性檢查
1. 全血球計數以評估贫血的程度。
2. 婦科超音波攝影以排除子宮病變、及骨盆腔發炎。

### 確認性檢查
1. 針對還沒進入更年期的婦女，需進行妊娠试验。
2. 會用窺鏡檢查取樣，再進行巴氏涂片检查.
3. 若和墮胎有關，會用診斷性刮宮術來取得樣本，並且控制流血情形。
4. 阴道镜检查

## 急救
妇科出血需儘快由醫師評估，若出血量大，持續時間長，有可能是醫療急症。

## 臨床治療
治療方式依T診斷結果而定，可能包括荷爾蒙治療、掛點滴、輸血及/或子宮擴張刮除術。若是血液流出體內其他部位，需要進行腹腔鏡檢查或腹部手術。若是相當嚴重的情形，需要進行子宮切除術。